# Paul Cominges
Paul Cominges (Lima, 24 de julio de 1975) es un exfutbolista y director técnico peruano. Actualmente dirige a Alianza Universidad de Huánuco de la Liga1 de Perú. Tiene 49 años y es hermano mayor de Juan Cominges.

## Trayectoria

### Como futbolista
A muy corta edad Paul Cominges decidió dedicarse al fútbol de manera profesional e ingresó a las divisiones menores del Club Universitario de Deportes, equipo con el que debutó en la primera división del fútbol peruano en 1993. Fue internacional con la selección de fútbol del Perú en 7 ocasiones y marcó 2 goles. Su debut se produjo el 12 de junio de 1997, en un encuentro ante la selección de Uruguay que finalizó con marcador de 1-0 a favor de los peruanos.

#### Participaciones en Copa América
| Copa              | Sede    | Resultado    | Partidos | Goles |
| ----------------- | ------- | ------------ | -------- | ----- |
| Copa América 1997 | Bolivia | Cuarto lugar | 6        | 2     |

### Como entrenador
Su primera experiencia profesional fue en el año 2012 como asistente técnico de José Guillermo del Solar en Universitario de Deportes. En 2013 dirigió en la Copa Perú a Coronel Bolognesi y entre 2014 y 2015 a Regatas Lima. El 3 de junio de 2014 fue anunciado como nuevo director técnico de Sport Boys para disputar la Segunda División. En su primera temporada evitó el descenso en medio de problemas económicos y al año siguiente fue protagonista del torneo, aunque renunció a falta de cuatro fechas por una presunta agresión de un grupo de hinchas.
En 2015 tuvo la posibilidad de ser asistente de Ricardo Gareca en la selección peruana, no obstante solo quedó en una conversación. El 4 de noviembre de 2015 fue presentado como director técnico de Cienciano, en lo que significó su primera experiencia en la máxima categoría del fútbol peruano. En el año 2016 fue despedido de Cienciano por malos resultados y remplazado por Óscar Ibáñez.

## Estadísticas

### Como futbolista
- Actualizado hasta el fin de su carrera deportiva

| Equipo                      | País        | Año       | Partidos | Goles |
| --------------------------- | ----------- | --------- | -------- | ----- |
| Universitario de Deportes   | Perú        | 1993-1994 | 8        | 1     |
| Cienciano                   | Perú        | 1995-1996 | 67       | 23    |
| Chiapas                     | México      | 1997      | 5        | 2     |
| PAOK Salónica FC            | Grecia      | 1997-1998 | 39       | 14    |
| OFI Creta                   | Grecia      | 1999      | 10       | 1     |
| Alianza Lima                | Perú        | 1999      | 17       | 3     |
| CD Águila                   | El Salvador | 2000      | 7        | 6     |
| Cienciano                   | Perú        | 2000      | 19       | 7     |
| Estudiantes de Medicina     | Perú        | 2001      | 44       | 20    |
| Panachaiki GE               | Grecia      | 2002      | 8        | 2     |
| Universitario de Deportes   | Perú        | 2002-2003 | 47       | 22    |
| Caracas FC                  | Venezuela   | 2004      | 22       | 12    |
| Universidad San Martín      | Perú        | 2004      | 26       | 9     |
| Atlético Universidad        | Perú        | 2005      | 47       | 19    |
| Universitario de Deportes   | Perú        | 2006      | 21       | 6     |
| Coronel Bolognesi FC        | Perú        | 2007      | 42       | 17    |
| Sporting Cristal            | Perú        | 2008      | 37       | 7     |
| José Gálvez FBC             | Perú        | 2009      | 32       | 10    |
| Colegio Nacional de Iquitos | Perú        | 2010      | 8        | 1     |
| Total                       | Total       | Total     | 504      | 183   |

### Como entrenador
- Datos actualizados al último partido dirigido el 30 de septiembre de 2021.

| Equipo                   | Torneo               | Temporada            | Estadísticas | Estadísticas | Estadísticas | Estadísticas | Estadísticas | Estadísticas | Estadísticas | Estadísticas | % Efect. |
| Equipo                   | Torneo               | Temporada            | PD           | G            | E            | P            | GF           | GC           | DG           | Puntos       | % Efect. |
| ------------------------ | -------------------- | -------------------- | ------------ | ------------ | ------------ | ------------ | ------------ | ------------ | ------------ | ------------ | -------- |
| Sport Boys · Perú        |                      |                      |              |              |              |              |              |              |              |              |          |
| 2°                       | 2014                 | 23                   | 7            | 9            | 7            | 38           | 43           | -5           | 30           | 39,58%       |          |
| 2°                       | 2015                 | 18                   | 8            | 3            | 7            | 24           | 17           | +7           | 27           | 00,00%       |          |
| Total club               | Total club           | 41                   | 15           | 12           | 14           | 62           | 60           | +2           | 57           | 37,25%       |          |
| Cienciano · Perú         |                      |                      |              |              |              |              |              |              |              |              |          |
| 1°                       | 2015                 | 4                    | 1            | 2            | 1            | 6            | 4            | +2           | 5            | 39,58%       |          |
| 2°                       | 2016                 | 3                    | 0            | 2            | 1            | 3            | 5            | -2           | 2            | 00,00%       |          |
| Total club               | Total club           | 7                    | 1            | 4            | 2            | 9            | 11           | -2           | 7            | 37,25%       |          |
| Deportivo Coopsol · Perú |                      |                      |              |              |              |              |              |              |              |              |          |
| 2°                       | 2017                 | 13                   | 4            | 7            | 2            | 27           | 23           | +4           | 19           | 39,58%       |          |
| Total club               | Total club           | 13                   | 4            | 7            | 2            | 27           | 23           | +4           | 19           | 37,25%       |          |
| Unión Huaral · Perú      |                      |                      |              |              |              |              |              |              |              |              |          |
| 2°                       | 2021                 | 20                   | 9            | 5            | 6            | 33           | 25           | +8           | 32           | 39,58%       |          |
| Total club               | Total club           | 20                   | 9            | 5            | 6            | 33           | 25           | +8           | 32           | 37,25%       |          |
| Total en sus equipos     | Total en sus equipos | Total en sus equipos | 81           | 29           | 28           | 24           | 131          | 119          | +12          | 115          | 37,25%   |

## Palmarés

### Como futbolista

#### Campeonatos nacionales
| Título                        | Club                 | País        | Año     |
| ----------------------------- | -------------------- | ----------- | ------- |
| Torneo Apertura               | CD Águila            | El Salvador | 2000    |
| Primera División de Venezuela | Caracas FC           | Venezuela   | 2003-04 |
| Torneo Clausura               | Caracas FC           | Venezuela   | 2004    |
| Torneo Clausura               | Coronel Bolognesi FC | Perú        | 2007    |

### Como director técnico

#### Campeonatos nacionales
| Título                    | Club                           | País | Año  |
| ------------------------- | ------------------------------ | ---- | ---- |
| Segunda División del Perú | Alianza Universidad de Huánuco | Perú | 2024 |

### Distinciones individuales
| Distinción                                     | Año  |
| ---------------------------------------------- | ---- |
| Máximo goleador del Torneo Clausura (11 goles) | 2005 |